# Lipstick (banda)
Lipstick foi uma banda de pop rock brasileira formada em 2003 apenas por mulheres. A banda encerrou os trabalhos em 2015.

## História
A banda foi formada em 2003 quando a ex-tecladista Michelle Oliveira e a ex-baterista da banda Tila Gandra conheceram-se numa escola de música e, para uma apresentação de fim de ano, decidiram montar a banda. Elas começaram a tocar nos festivais do colégio. Dedê Soares (guitarra), que estudava no mesmo colégio, e Carolina Navarro (baixo) entraram para o grupo em seguida e a vocalista, Mel Ravasio, foi descoberta em 2005, em um teste promovido pela própria banda para substituir a antiga vocalista. O primeiro álbum saiu em 2007, mas foi só no ano de 2009 que o grupo ganhou notoriedade ao participar do concurso “Garagem do Faustão”, na Rede Globo. Em 2010, lançaram o segundo álbum, batizado de "Roquenroll".
Em agosto de 2015 o fim da banda foi anunciado em sua página oficial no Facebook.

## Discografia

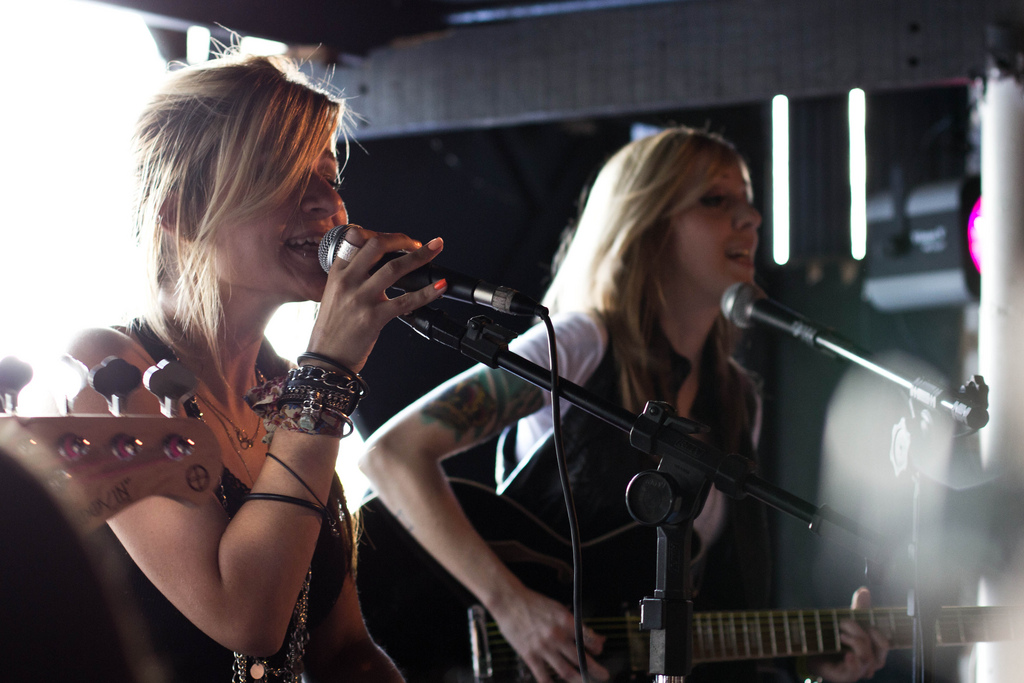
Lipstick durante apresentação (2011)

### Álbuns de estúdio
- 2007: Lipstick
- 2010: Roquenroll

### Singles
- 2008 — Temporal
- 2008 — Nanana
- 2010 — Simples Assim
- 2011 — Muito em Mim
- 2012 — Eu vou pro Roquenroll
- 2013 — Se Eu Fosse Você Eu Pagava Pra Ver
- 2013 — Lado B

## Integrantes

### Última formação
- Mel Ravasio — vocal
- Fernanda Horvath - Baixo
- Dedê Soares — guitarra

### Ex-Integrantes
- Carol Navarro - Baixo
- Mi Oliveira - teclado
- Tila Gandra – Bateria

## Prêmios e indicações
| Ano  | Prêmio                  | Categoria             | Trabalho indicado         | Resultado | Ref   |
| ---- | ----------------------- | --------------------- | ------------------------- | --------- | ----- |
| 2008 | Prêmio Dynamite         | Melhor Disco          | Cada Segundo que eu Tinha | Venceu    | [ 5 ] |
| 2010 | Prêmio Jovem Brasileiro | Melhor Banda Feminina | www.lipstick.com          | Venceu    |       |

- Commons